# Costa Rica nos Jogos Pan-Americanos de 1999
A Costa Rica competiu nos Jogos Pan-Americanos de 1999, em Winnipeg, no Canadá.